# 크라티에

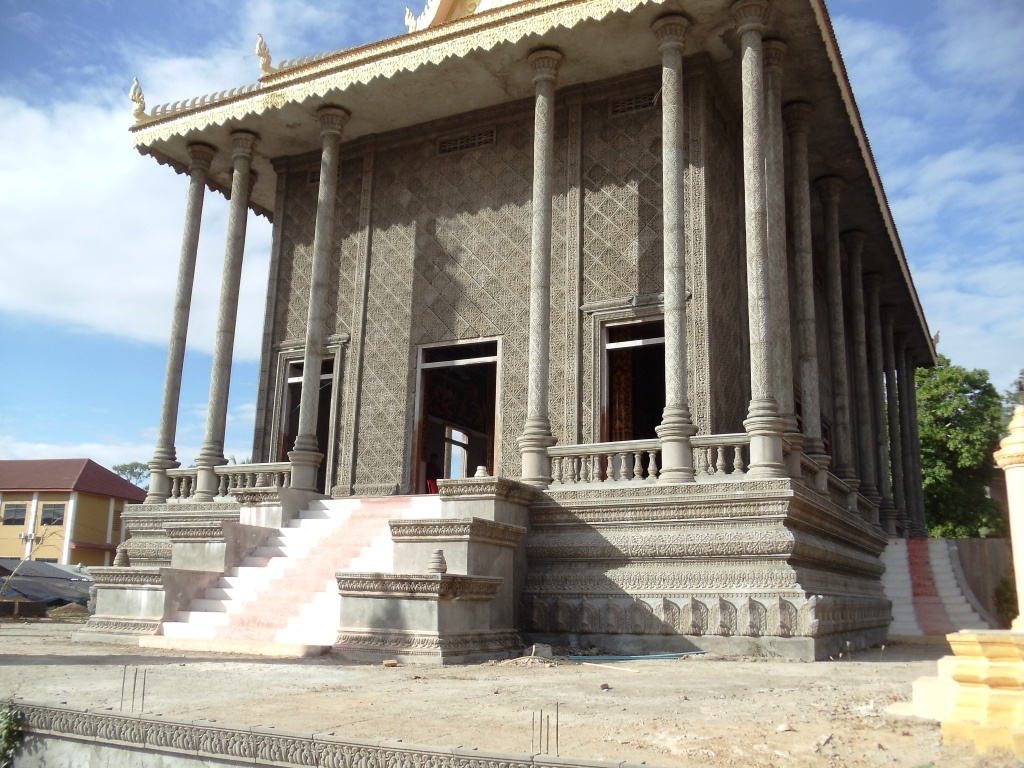
크라티에 탑

크라티에(Kratié)는 캄보디아 동부 크라티에 주의 주도로, 메콩강과 접한다. 이 곳 부근에 있는 메콩 강에 서식하는 강거두고래는 관광 자원으로 여겨지며 최근에는 이 곳을 방문하는 관광객이 증가하고 있다.